# (4569) Baerbel
(4569) Baerbel (1985 GV1) – planetoida z grupy pasa głównego asteroid okrążająca Słońce w ciągu 4,16 lat w średniej odległości 2,59 j.a. Odkryta 15 kwietnia 1985 roku.